# Župnija Sveti Benedikt v Slovenskih goricah
Župnija Sveti Benedikt v Slovenskih goricah je rimskokatoliška teritorialna župnija, dekanije Lenart v Slovenskih goricah, Ptujsko-Slovenjegoriškega naddekanata, ki je del nadškofije Maribor.

## Sakralni objekti
- Cerkev sv. Benedikta, Benedikt (župnijska cerkev)
- Cerkev sv. Treh Kraljev, Sveti Trije Kralji